# Panos Emporio

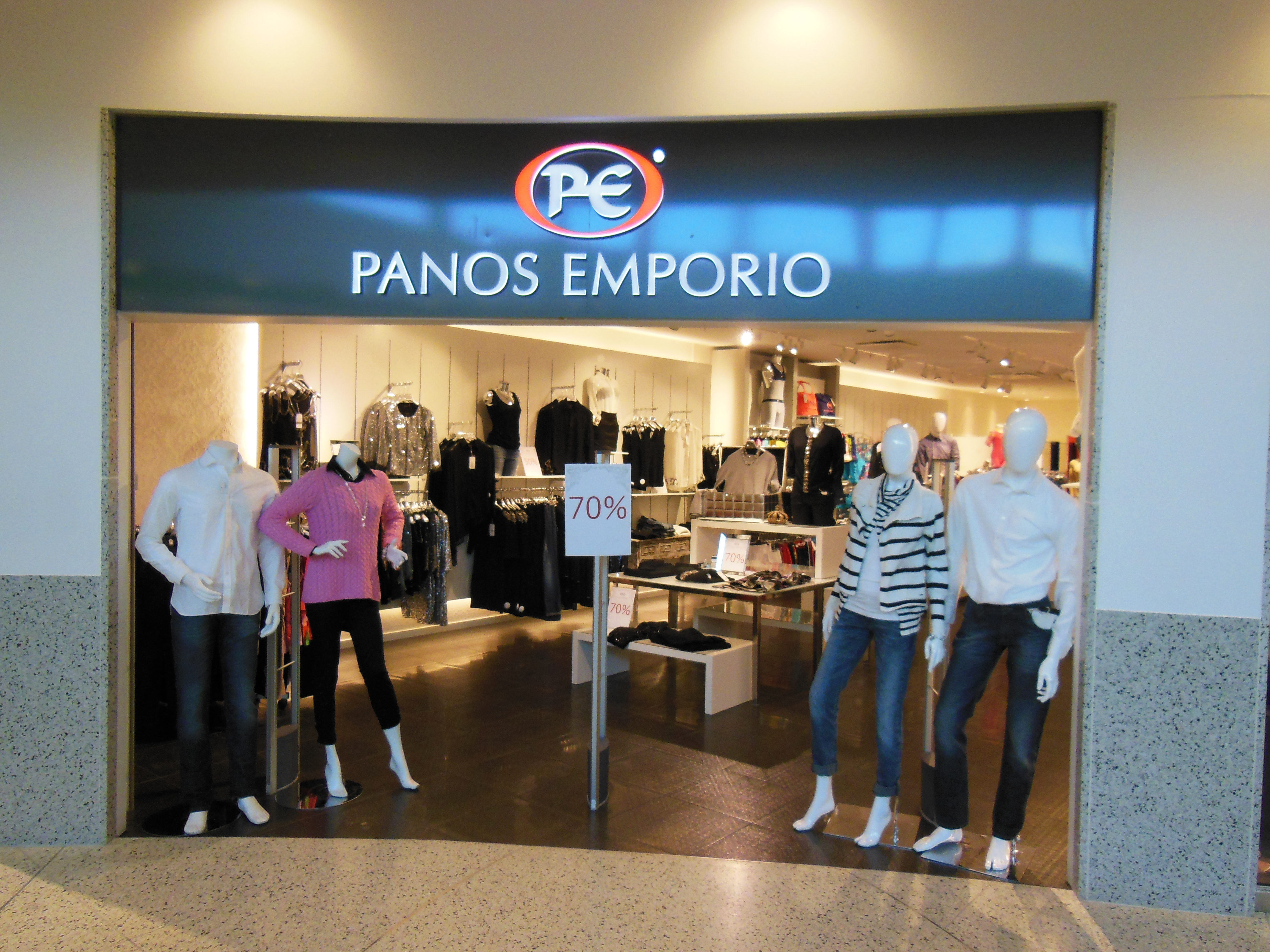
Panos Emporio-butiken på Frölunda torg i Göteborg.

Panos Emporio är ett klädmärke grundat av Panagiotis Papadopoulos år 1986, specialiserat på strandmode och dess tillbehör. Märket har genom åren förknippats med Hollywood-kändisar och berömda fotomodeller.
Våren 2013 lanserade Panos Emporio sin första parfymserie i TV-serien Top Model Sverige under en spektakulär fotografering tillsammans med stjärnfotografen Nigel Barker.
Panos Emporio finns på 20 marknader världen över.

## Modeller genom åren
- 1992-1995 – Jannike Björling
- 1994 – Frank Andersson
- 1996 – Petra Hultgren
- 1997-1998 – Victoria Silvstedt
- 1998 – Dr Alban
- 1999-2003 – Janina Frostell
- 1999 – Traci Bingham
- 1999 – José Solano
- 2002 – Frölunda Indians
- 2003-2004 – Malin Gudmundsson
- 2004 – Yana Kay
- 2004 – Rickard Engfors
- 2004 – Aleka Kamila
- 2004 – Fame
- 2004 – Helena Paparizou
- 2005-2007 – Wendy Dubbeld
- 2007 – Iza Rocche
- 2009 – Carl-Henrik "Charlan" Söderström
- 2009 – Evagelia Aravani
- 2010 – Sofia Mattsson
- 2011 – Satu Tuomisto
- 2013 – Yvonne Bosniska
- 2014 – Evagelia Aravani
- 2015 – Zuzana Jandová, Sendi Skopljak, Josefine Forsberg